# Краво-Норте
Краво-Норте (исп. Cravo Norte) — город и муниципалитет на северо-востоке Колумбии, на территории департамента Араука.

## История
Поселение, из которого позднее вырос город, было основано в 1538 году как иезуитская миссия. Муниципалитет Краво-Норте был выделен в отдельную административную единицу в 1874 году.

## Географическое положение

Муниципалитет Краво-Норте

Город расположен в юго-восточной части департамента, вблизи места впадения одноимённой реки в реку Касанаре, на расстоянии приблизительно 103 километров к юго-востоку от города Араука, административного центра департамента. Абсолютная высота — 91 метр над уровнем моря.

Муниципалитет Краво-Норте граничит на севере и северо-западе с территорией муниципалитета Араука, на западе — с муниципалитетом Пуэрто-Рондон, на юге и юго-западе — с территорией департамента Касанаре, на юго-востоке — с территорией департамента Вичада, на востоке — с территорией Венесуэлы. Площадь муниципалитета составляет 5221 км².

## Население
По данным Национального административного департамента статистики Колумбии, совокупная численность населения города и муниципалитета в 2015 году составляла 3331 человека.
Динамика численности населения муниципалитета по годам:
| 2005 | 2006 | 2007 | 2008 | 2009 | 2010 | 2011 | 2012 | 2013 | 2014 | 2015 |
| ---- | ---- | ---- | ---- | ---- | ---- | ---- | ---- | ---- | ---- | ---- |
| 3661 | 3624 | 3592 | 3562 | 3531 | 3493 | 3462 | 3428 | 3390 | 3361 | 3331 |

Согласно данным переписи 2005 года мужчины составляли 51,4 % от населения Краво-Норте, женщины — соответственно 48,6 %. В расовом отношении белые и метисы составляли 99,4 % от населения города; индейцы — 0,6 %.
Уровень грамотности среди всего населения составлял 82,7 %.

## Экономика
48,3 % от общего числа городских и муниципальных предприятий составляют предприятия торговой сферы, 42,5 % — предприятия сферы обслуживания, 9,2 % — промышленные предприятия.

## Транспорт
К северу от города расположен небольшой одноимённый аэропорт (ICAO: SKCN, IATA: RAV).